# Gyér

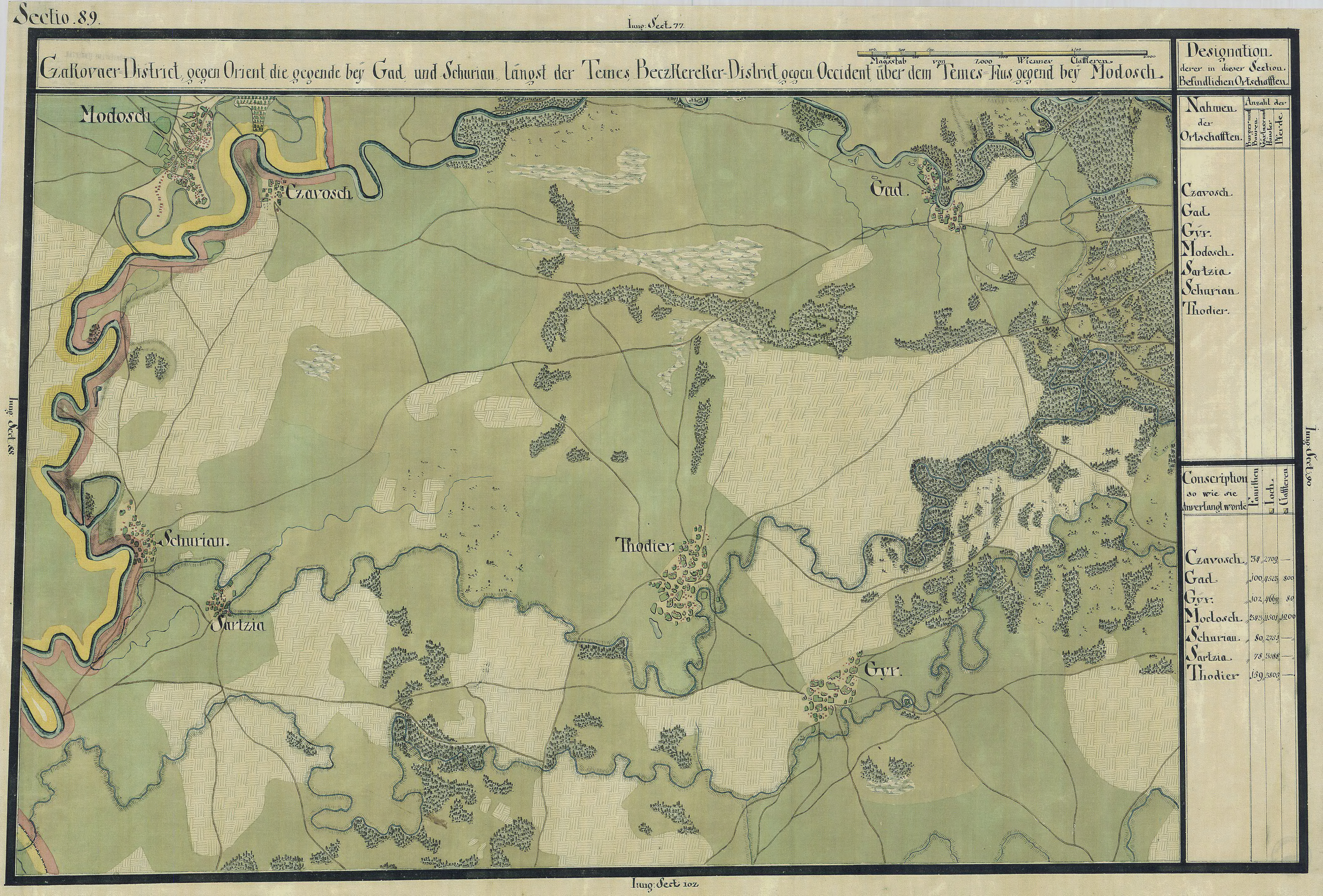
Gyér egy régi, 1700-as évekből származó katonai térképen

 Gyér (románul:  Giera, németül: Gier, Kier) községközpont Romániában, a Bánságban, Temes megyében. Az első világháborúig Torontál vármegye Módosi járásához tartozott.

## Nevének változásai
1863-ban Gér, 1920-1941-ig Gier az elnevezése.

## Népessége
- 1900-ban 3504 lakosából 1514 volt német, 850 román, 668 magyar, 472 egyéb (457 szerb )  anyanyelvű; 2024 római katolikus, 1330 ortodox, 139 református, 7 izraelita, 2 unitárius és 2 görögkatolikus vallású.
- 2002-ben az 1321 lakosából 855 volt román,  276 magyar, 88 cigány, 64 szerb, 32 német és 6 ukrán, 921 ortodox, 332 római katolikus, 21 baptista, 18 pünkösdista, 12 görögkatolikus, 6 református és 11 egyéb vallású.

## Nevezetességek
19. századi gabonaraktára a romániai műemlékek jegyzékében a TM-II-m-B-06234 sorszámon szerepel.